# Ludovica Torelli
Ludovica Torelli, född 1500, död 1569, var en italiensk länsherre. Hon var regerande grevinna av Guastalla mellan 1522 och 1539.
År 1539 ifrågasattes hennes innehav av Guastalla av en gren av hennes släkt, som bad om påvens domslut, och hon löste konflikten med att frivilligt abdikera mot ekonomisk kompensation. 